# Fungiacyathus symmetricus
Fungiacyathus symmetricus är en korallart som först beskrevs av Pourtalès 1871.  Fungiacyathus symmetricus ingår i släktet Fungiacyathus och familjen Fungiacyathidae. Inga underarter finns listade i Catalogue of Life.